# آرون غوميز
آرون غوميز (بالإسبانية: Josué Gómez)‏ هو لاعب كرة قدم مكسيكي في مركز الهجوم، ولد في 24 أغسطس 1994 في Canatlán Municipality ‏ في المكسيك. لعب مع نادي خواريز.

## وصلات خارجية
- آرون غوميز على موقع قاعدة بيانات كرة القدم.إي يو (الإنجليزية)
- آرون غوميز على موقع Soccerway.com (الإنجليزية)